# Бурмистров, Виктор Михайлович (военный медик)
Виктор Михайлович Бурмистров (1924—1996) — советский учёный-медик и педагог, военно-полевой хирург, специалист в области термических поражений, организатор здравоохранения и медицинской науки, доктор медицинских наук (1971), профессор (1975), полковник медицинской службы (1969). Лауреат Государственной премии СССР (1984).

## Биография
Родился 18 октября 1924 года в Ташкенте, Узбекской ССР.
С 1942 по 1947 год проходил обучение в Военно-медицинской академии имени С. М. Кирова. С 1947 по 1955 год на педагогической работе в этой академии на кафедре военно-полевой хирургии в должностях: старший ординатор и адъюнкт. С 1951 года В. М. Бурмистров был участником Корейской войны, занимался оказанием хирургической помощи раненным военнослужащим в боевой обстановке.
С 1961 по 1996 год на научно-педагогической работе на кафедре термических поражений Военно-медицинской академии имени С. М. Кирова в должностях: преподаватель, старший преподаватель, с 1969 по 1984 год — профессор и заместитель начальника этой кафедры, с 1985 по 1996 год — профессор-консультант этой кафедры.

### Достижения в области ожоговой хирургии
Основная научно-педагогическая деятельность В. М. Бурмистрова была связана с организацией и проведениями исследований по изучению патологии и лечению комбинированных радиационно-ожоговых поражений, изучения разработки вопросов в области лечения повреждений крупных суставов, комбинированных радиационно-ожоговых поражений, ожогов напалмом и ауто- аллодермопластики при обширных ожогах. С 1973 по 1975 год был одним из руководителей комплексного исследования поражений напалмом. Под руководством В. М. Бурмистрова был выполнен ряд исследований по хирургии ожогов в мирное и военное время, а так же при восстановительном лечении последствий ожоговой и холодовой травм.
В 1955 году В. М. Бурмистров защитил кандидатскую диссертацию на соискание учёной степени кандидат медицинских наук по теме: «Лечение открытых повреждений крупных суставов», в 1971 году — доктор медицинских наук по теме: «Оперативное лечение комбинированных радиационно-ожоговых поражений, клиническом и организационном аспектах кожной аллопластики у обожженных». В 1975 году ВАК СССР В. М. Бурмистрову было присвоено учёное звание профессора. В 1984 году за научную разработку проблемы термических поражений  В. М. Бурмистрову была присвоена Государственная премия СССР. В. М. Бурмистров был автором более ста пятнадцати научных трудов в том числе монографий, был соредактор и автором руководства для хирургов и травматологов «Ожоги» (1981 и 1986), учебника «Термические поражения» (1985), автор ряда
глав специального сборника «Ожоги как вид боевой патологии», им было подготовлено семь докторов и кандидатов наук.
Скончался 21 августа 1996 года в Санкт-Петербурге.

## Награды
- Государственная премия СССР (1984)[1][2][3].